# فیت کیپیگون
فیت کیپیگون (انگلیسی: Faith Kipyegon؛ زادهٔ ۱۰ ژانویهٔ ۱۹۹۴) دونده زن اهل کنیا است.
وی در مسابقات کشوری و بین‌المللی در مجموع برندهٔ ۶ مدال طلا شده‌است.